# Jun Ando
Jun Ando (安藤 淳 Ando Jun?), född 8 oktober 1984 i Shiga prefektur, är en japansk fotbollsspelare.
Ando började sin karriär 2007 i Kyoto Sanga FC. Han spelade 177 ligamatcher för klubben. 2014 flyttade han till Cerezo Osaka. Efter Cerezo Osaka spelade han för Matsumoto Yamaga FC och Ehime FC. Han gick tillbaka till Kyoto Sanga FC 2019.